# Belocephalus uncinatus
Belocephalus uncinatus är en insektsart som beskrevs av Morgan Hebard 1926. Belocephalus uncinatus ingår i släktet Belocephalus och familjen vårtbitare. Inga underarter finns listade i Catalogue of Life.